# 美國領土擴張

美國海外屬地，綠色為美國本土

美利堅殖民地，又稱美國海外屬地或美國屬地，是指美国除了聯邦州與華盛頓特區以外的所有地，它們之間與美國的關係各有不同。阿拉斯加與夏威夷最終成為美國聯邦的一州。而現在的美國的殖民地中，除波多黎各外，基本上都沒有成為獨立國家的能力，或者根本就是無人島或領地。

## 性質
美國的領土擴張性質可以分成三個時期：
- 19世纪領土擴張：

19世纪時，美國國内的政治開始流行“昭昭天命”，認為美國人民是“天選之民”必須要擴張領土與勢力。在美國的擴張主義思潮領導下，美國以新的共和國的理想，發起朝西邊廣闊無際的原野拓展運動。美國攻滅印第安人土地，從1803年至1848年，美國的面積比成立時幾乎擴大三倍，在「路易西安納購地」之前便已深入內陸。1812年，美國為了併吞英國殖民地加拿大爆發了1812年战争，但隨著戰爭的結束，美國民眾強化了控制北美洲大陸的理想。1848年美國攻入墨西哥首都，徹底贏得美墨戰爭，墨西哥不光承認德克薩斯併入美國，也割讓200多万平方公里土地，相當一半的領土給美國。
- 南北戰爭後的海外擴張：

南北戰爭後，美國政府鼓勵民眾向西移民，還鼓勵修築鐵路，連接西部至經濟較發達的東岸地區，帶給美洲原住民更多衝突。1890年，美國屠殺印弟安蘇族人不久後所有的土著都被趕進保留地。在美國本土安穩之後，美國成功佔領西班牙殖民地的古巴，發動美西战争勝利後吞併波多黎各等西班牙大部分的海外殖民地，又在美菲戰爭獲得菲律宾等海外殖民地，使美國成為世界主要的列強之一。
- 20世紀後的美國：

與歐洲列強國家不同，美國本身擁有廣大的國土及豐沛的資源，並不需要透過海外殖民地擴張來滿足本國的經濟發展。美利堅殖民地所著眼的，多半是基於軍事戰略的理由，而非掠奪殖民地的原物料或發展熱帶栽培業等經濟理由，例如阿拉斯加州等地處於模糊的地位，一直到20世紀中期才確定成功加入美國。

## 美國現有屬地
| 地方           | 年份     |
| -------------- | -------- |
| 美属萨摩亚     | 1900年－ |
| 關島           | 1898年－ |
| 威克岛         | 1899年－ |
| 美屬維爾京群島 | 1917年－ |
| 波多黎各       | 1898年－ |
| 賈維斯島       | 1935年－ |
| 豪兰岛         | 1867年－ |
| 贝克岛         | 1857年－ |
| 強斯頓環礁     | 1898年－ |
| 金曼礁         | 1934年－ |
| 中途島         | 1867年－ |
|                | 1857年－ |
|                | 1898年－ |

以及巴尔米拉环礁，是从夏威夷群岛中单独分开的一个领土。

## 前美國海外屬地與軍事佔領區
| 地区                          | 年份 |
| ----------------------------- | --- |
| 利比里亚                      | 1820年-1847年 |
| 美屬菲律賓 → 菲律賓           | 美屬菲律賓 1898年-1935年、菲律賓自治領1935年-1942年，1945年-1946年，蘇比克灣的美國軍事基地則一直使用至1992年。                                        |
| 駐古巴美國軍政府 → 古巴       | 1899年－1902年；1906年－1909年；1917年－1922年，由《巴黎和約》獲得，現已獨立；但關塔那摩灣保留在美國軍事控制之下，美國政府按規定每年支付租金給古巴。  |
| 巴拿马运河区                  | 指巴拿馬運河；1903年-1999年，巴拿馬運河後歸還給巴拿馬共和國。                                                                                         |
| 尼加拉瓜                      | 1912年－1933年 |
| 墨西哥 維拉克魯茲州韋拉克魯斯 | 1914年 |
| 海地                          | 1915年-1934年；1994年－1995年 |
|                               | 1916年-1924年；1965年－1966年 |
| 冰島                          | 1941年-1944年，二戰期間美國接替英國軍事佔領冰島。 |
| 太平洋群島託管地              | 1945年-1994年（受託職責由聯合國分配，包括現馬紹爾群島、密克羅尼西亞聯邦、帛琉等國家。）                                                               |
| 駐朝鮮美國軍政廳 → 大韓民國   | 1945年－1948年，獲聯合國託管，受美國軍事控制。 |
| 德国                          | 1945年－1949年，獲聯合國託管，部份受美國軍事控制。 |
| 奥地利                        | 1945年－1955年，獲聯合國託管，部份受美國軍事控制。 |
| 日本                          | 1945年-1952年，受託職責由聯合國託管，受美國軍事控制之下，包括現在的日本本土與琉球群島。日本於1952年恢復行使獨立主權，琉球群島則在1972年正式交還日本。 |
| 格瑞那達                      | 1983年，格林納達起義。 |
| 巴拿马                        | 1989年－1990年，巴拿馬毒品戰爭。 |
| 伊拉克                        | 2003年－2011年，美伊戰爭後，受美國軍事控制。 |
| 俄屬美洲 → 阿拉斯加州         | 1867年-1959年，美国自俄罗斯帝国手中购得阿拉斯加领地，1959年阿拉斯加成为美国联邦州份。                                                                 |
| 夏威夷州                      | 1898年-1959年，美国于1898年推翻夏威夷王国并将夏威夷群岛吞并成为美国海外领土，1959年成为美国一州。                                                     |